# ShuuKaRen
ShuuKaRen (シュウカレン) foi um duo japonês composto por duas integrantes do E.G. FAMILY : Karen Fujii & Shuuka Fujii, ambas irmãs.
O grupo é gerido pela LDH e tem o selo da Sony Music Associated Records.

## História
2016
- Abril, 4 integrantes do E-girls apareceram para o comercial dos fones de ouvido da Apple "Beats by Dre". A música usada no CM era UNIVERSE.
- 11 de agosto ,no último dia da turnê "E-girls LIVE TOUR 2016 〜E. G. SMILE〜" as irmãs Fujii formaram uma nova unit chamada "ShuuKaRen", com a canção UNIVERSE como single de debut.
- 22 de setembro, no Ginásio Nacional Yoyogi o grupo se apresentou na cerimônia de abertura dos jogos da B.LEAGUE. Apresentaram a música "Take-A-Shot! feat PKCZ®" na cerimônia.
- 05 de outubro, lançamento do single "UNIVERSE".

2017
- 31 de dezembro: Shuuka anuncia sua graduação do Flower e do ShuuKaRen, já que sua condição agravou-se, e não apresentará melhoras tão logo. Por conta disso, ela decidiu focar-se nos estudos de arte, fotografia e moda, retirando-se da indústria do entretenimento. Para o ShuuKaRen, isso implicou no fim da dupla[1][2][3][4][5][6].

2018
- 15 de janeiro: O site oficial da dupla foi fechado (ficando apenas um link para compra dos singles), bem como todas as contas nas redes sociais (Twitter e Instagram). No site do LDH e do E.G. family também foram retiradas todo o conteúdo sobre ShuuKaRen e Fujii Shuuka[7].

## Integrantes
- Fujii Shuuka (藤井萩花) (ex-Flower) vocalista.
- Fujii Karen (藤井夏恋)  (Happiness, E-girls) vocalista.

## Singles
| Single | Lançamento          | Nome     | Ranking | Vendas Totais | Álbum |
| ------ | ------------------- | -------- | ------- | ------------- | ----- |
| 1º     | 05 de outubro, 2016 | UNIVERSE | 4       | + 55,482      | TBA   |

## Singles digitais
| #  | Lançamento           | Nome                                    | Single   | Álbum |
| -- | -------------------- | --------------------------------------- | -------- | ----- |
| 1º | 09 de setembro, 2016 | UNIVERSE                                | UNIVERSE | TBA   |
| 2º | 22 de setembro, 2016 | Take-A-Shot! feat. PKCZ®                | UNIVERSE | TBA   |
| 3º | 10 de novembro, 2017 | LOVE YOUR LIFE / Parallel Synchronicity | TBA      | TBA   |

## Comerciais
| Nome da música                           | Comercial                                                                         | Single   |
| ---------------------------------------- | --------------------------------------------------------------------------------- | -------- |
| UNIVERSE                                 | Apple "Beats by Dre" CM.                                                          | UNIVERSE |
| Tricky                                   | CM para a marca de pastilhas e-ma.                                                | UNIVERSE |
| Take-A-Shot! feat. PKCZ®                 | Abertura da B.LEAGUE temporada 2016-17. Samantha Vega meets E-girls "Koishiteru?" | UNIVERSE |
| Parallel Synchronicity produced by m-flo | Tema de abertura do B.LEAGUE CHAMPIONSHIP 2016-17                                 |          |

## Aparições

### CM
- UHA "Pastilhas da marca e-ma"(2016)